# Avery, Kalifornien
Avery är en ort i Calaveras County i delstaten Kalifornien, USA.